# SS Andrea Doria
O SS Andrea Doria foi um navio transatlântico italiano lançado ao mar em 1951. Foi assim batizado em homenagem ao almirante genovês Andrea Doria.
A embarcação foi construída em Génova, nos estaleiros Ansalto, em Sestri. A mesma levava o nome do príncipe e Almirante do século XVI e fora lançada ao mar no ano de 1951.
Em 26 de julho de 1956, quando navegava rumo a Nova Iorque, ao largo de Nantucket colidiu com o MS Stockholm, um navio de bandeira sueco-americana, vindo a naufragar. Transportando cerca de 1.200 passageiros e 500 tripulantes, foram resgatadas 1.660 pessoas. Cerca de 46 pessoas, de acordo com as diversas fontes, perderam a vida no desastre. Perderam-se ainda algumas obras de arte italianas.
Esse acidente tornou-se o pior desastre marítimo a acontecer em águas dos Estados Unidos desde o afundamento do SS Eastland em 1915.

## História

### Caraterísticas

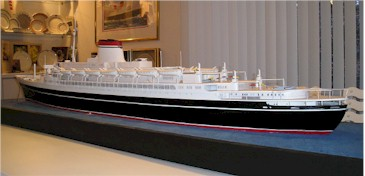
Um modelo do Andrea Doria

Andrea Doria tinha um comprimento de 212 m (697 pés), uma viga de 27 m (90 pés), e uma tonelagem bruta de 29 100. O sistema de propulsão consistia em turbinas a vapor fixada por parafusos gêmeos, permitindo que o navio atingisse uma velocidade de serviço de 23 nós (43 km/h), e uma velocidade máxima de 26 nós (48 km/h). Andrea Doria não era o maior navio, nem o mais rápido de sua época: as distinções foram para o RMS Queen Elizabeth e o SS United States, respetivamente. Em vez disso, o famoso arquiteto italiano, Minoletti, projetou o Andrea Doria para o luxo.

### Segurança e Navegabilidade
O navio também foi considerado um dos mais seguros navios já construídos. Equipado com um casco duplo, Andrea Doria foi dividido em onze compartimentos estanques. Quaisquer dois destes poderiam ser preenchidos com água sem pôr em perigo a segurança do navio. Andrea Doria também carregava botes salva-vidas suficientes para acomodar todos os passageiros e tripulantes. Além disso, o navio foi equipado com o radar , o mais recente alerta. No entanto, e apesar de suas vantagens tecnológicas, o navio tinha falhas graves quanto à sua navegabilidade e segurança.
Confirmando as previsões derivadas de testes do modelo durante a fase de design, o navio adernava quando atingido por qualquer força significativa. Isto foi especialmente evidente durante sua viagem inaugural, quando Andrea Doria adernou em enumerados 28 graus após ser atingido por uma grande onda fora de Nantucket. A adernagem era potencialmente agravada quando os tanques de combustível estavam quase vazios, que era geralmente no final de uma viagem. 
Este problema de estabilidade seria um foco da investigação após o naufrágio, como era um fator agravante para o naufrágio a impossibilidade da tripulação desembarcar os botes menores a bombordo. Anteparas dos compartimentos estanques estendidas apenas até o topo de uma plataforma, e a adernagem superior a 20 graus permitiu que a água de um compartimento estanque transbordasse ao passar seu topo para compartimentos adjacentes. Além disso, os parâmetros do projeto faziam com que o limite maximo para baixar os botes salva-vidas eram um angulo de  15 graus no máximo. Além deste valor, até metade dos botes salva-vidas não poderiam ser baixados.

## Impacto e Penetração
Quando Andrea Doria e Stockholm colidiram a praticamente um ângulo de 90 graus, a proa do Stockholm preparada para quebrar gelo ficou presa ao lado estibordo do Andrea Doria, aproximadamente a meio do seu comprimento. Stockholm penetrou em três cabines de passageiros, os números 52, 54 e 56, a uma profundidade de cerca de 12 m, e a quilha. A colisão danificou muitos camarotes de passageiros ocupados nos níveis mais baixos, rasgou vários compartimentos estanques do Andrea Doria. O corte perfurou cinco tanques de combustível no lado estibordo do Andrea Doria e encheram-se de 500 toneladas de água do mar. Enquanto isso, o ar foi aprisionado nos tanques de lastro vazios no lado bombordo, contribuindo para uma grave inclinação de incorrigíveis danos. Os tanques de combustível do navio de grande porte estavam quase vazios na hora da colisão, uma vez que o navio estava aproximando-se do fim da sua viagem.
Envolvido no acidente, o Stockholm seguiu navegando por quase 80 anos. Em 2025, após anos de abandono em Rotterdam, foi leiloado por ordem de um tribunal local. 